# مارسلو برزک
مارسلو برزک (انگلیسی: Marcelo Burzac؛ زادهٔ ۱۴ فوریهٔ ۱۹۸۸) بازیکن فوتبال اهل آرژانتین است.
از باشگاه‌هایی که در آن بازی کرده‌است می‌توان به باشگاه فوتبال ریور پلاته اشاره کرد.